# پاریس (ترانه د چینسموکرز)
«پاریس» تک‌آهنگی از د چینسموکرز است که در ۱۳ ژانویه ۲۰۱۷ منتشر شد.
این تک‌آهنگ در چارت‌های کانادا، ایتالیا، اسکاتلند، نروژ، دانمارک، فنلاند، سوئد، استرالیا، سوئیس، نیوزلند، پرتغال، اتریش، فلاندرز، بریتانیا، جزو ده ترانه اول قرار گرفت.